# セクシャル・ファーム/殺しの代理人
『セクシャル・ファーム/殺しの代理人』（セクシャル・ファーム/ころしのだいりにん、原題：Killer Instinct、別題：Homicidal Impulse）は、1992年に公開されたデヴィッド・タウシクが脚本・監督を務めた映画。

## あらすじ
1年以上も取り組んできた事件に問題が発生し、検事補のティムは頭を抱えていた。
オフィスで、地方検事デューガンの姪で検事を目指す司法研修生のデボラと出会ったティムは、彼女の魅力や積極性に惹かれ、関係を持つようになる。
ティムの上司でもあるデューガンの姪という立場を利用し、デボラはティムの助手となる。
恋人との仲が上手くいっていないこともあり、ティムはデボラと、オフィスで愛し合う。
ある晩のデートの最中に、泥酔したティムはデボラから叔父のデューガン検事にレイプされたという話を聞きながら、意識を失ってしまう。目が覚めた彼は、車の中にデューガン検事の死体を発見する。

## 主要キャスト
- ティム・ケイシー - スコット・バレンタイン（英語版）：検事補
- デボラ・ウォーカー - ヴァネッサ・エンジェル（英語版）
- エマ - タリア・バルサム
- ケント - Brian Cousins
- エッグヘッド - Kevin West